# Samuel Taylor (stenografo)
Samuel Taylor (1748/1749 – 1811) è stato un inventore inglese, pioniere della stenografia moderna.

## Storia
Samuel Taylor fu il creatore del primo sistema stenografico largamente usato in epoca moderna.
Iniziò a ideare un proprio metodo di stenografia nel 1773, basandosi sui tentativi precedenti di altri autori. Nel 1786 pubblicò An essay intended to establish à standard for an universal system of Stenography, or Short-hand writing. Il successo ottenuto dal volume costituì la base di partenza di quello che sarebbe diventato, almeno per un certo tempo, il primo sistema stenografico in uso in tutto il mondo di lingua inglese. Il suo metodo consiste nell'omissione di ogni consonante superflua, e anche delle vocali nelle parole polisillabe. L'alfabeto comprende 19 segni di semplice tratto. 
Fu per molti anni professore di stenografia ad Oxford e in alcune università scozzesi e irlandesi.
Samuel Taylor fu anche un grande appassionato di pesca, per la quale nell'anno 1800 pubblicò un libro intitolato "Angling in All Its Branches".
Il sistema Taylor fu adattato con successo a molte lingue, tra le quali il tedesco, lo spagnolo e lo svedese. In Francia ebbe una calorosa accoglienza nell'adattamento di Théodore-Pierre Bertin, esposto nel suo saggio "Système universel et complet de Stenographie ou Manière abrégée d'écrire applicable à tous les idiomes" del 1792. 
Anche in Italia il sistema ebbe un'ottima fortuna; prima nell'adattamento di Emilio Amanti, ma soprattutto dopo il suo perfezionamento da parte di Filippo Delpino nel 1819. Il sistema Taylor-Delpino fu il primo metodo stenografico di largo uso in Italia; finché non fu soppiantato dai più efficienti Gabelsberger-Noë e Pitman-Francini.

## IlSistema Taylor

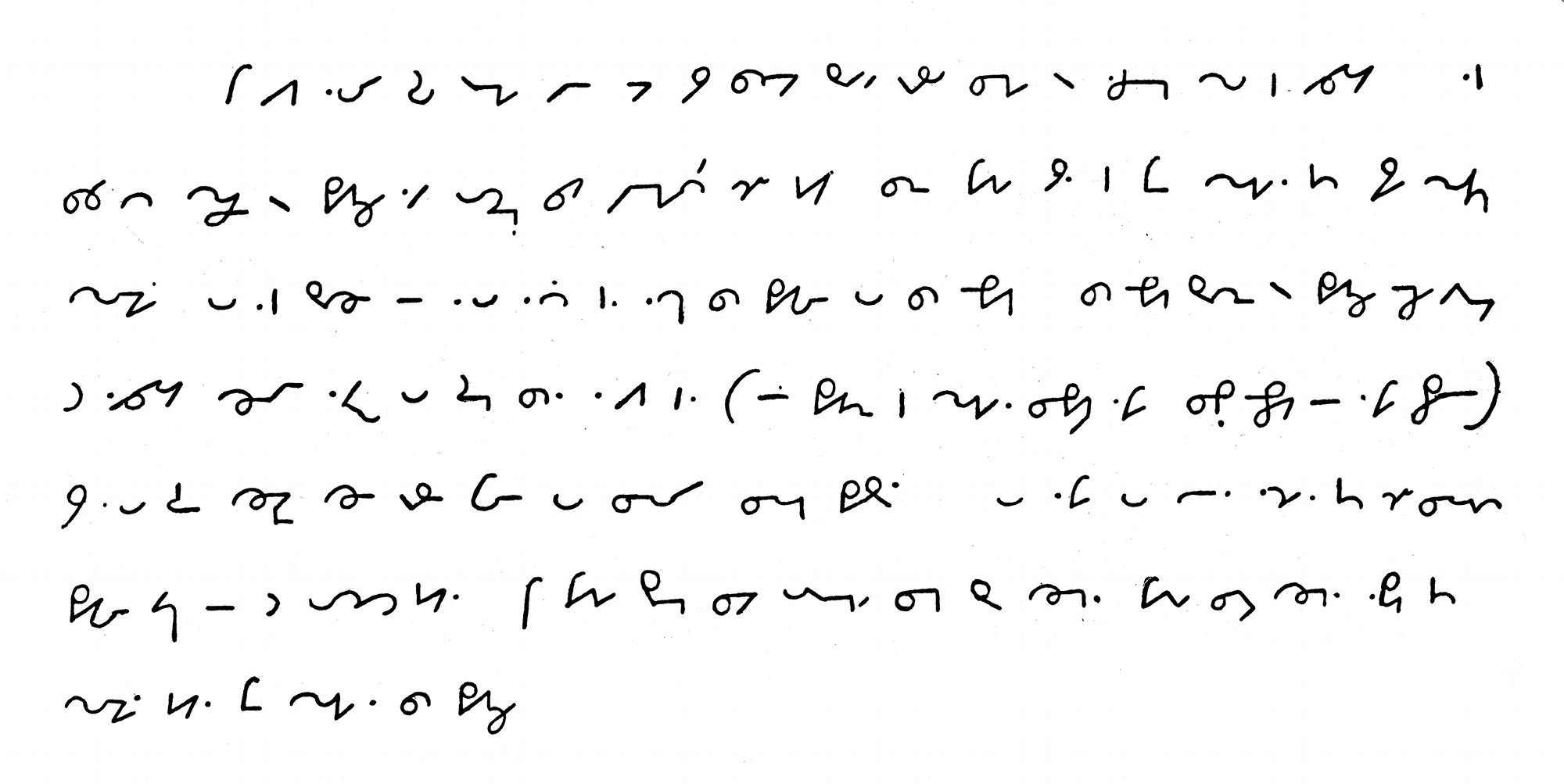
Stenografia col metodo Taylor

Le vocali vengono omesse tranne all'inizio e in fine di parola, dove ogni vocale e dittongo è scritto con un unico punto. Una singola lettera equivale sia ad f che a v, una sola anche per s e z, e un'altra per g (tutte e due le pronunce) e j, inoltre esistono lettere aggiuntive per rappresentare ch, sh, th. Le consonanti si legano insieme, come nell'alfabeto latino corsivo ad eccezione di un paio di suffissi; quando due segni consonantici uguali si incontrano (a causa dell'omissione di una vocale intermedia), vengono scritte con un'unica lettera di maggiori dimensioni. (Un'eccezione: quando si scrivono due r, senza una consonante d'appoggio, come in rare, la seconda viene segnata con una r latina corsiva).
Il sistema Taylor è scritto in modo parzialmente fonetico, in modo che, per esempio, una parola inglese che contiene ph viene scritta con la lettera che rappresenta la f, e la c è scritta come k o s a seconda del suono. Però la e muta viene rappresentata con un punto, per cui rear è scritta rr, ma rare è scritta rr. La h è in genere omessa in mezzo alla parola ma anche all'inizio, scrivendo al suo posto un punto vocalico, e probabilmente ciò rappresentava la pronuncia di Taylor.
In aggiunta ai suoni, ogni lettera rappresenta parole corte di uso corrente. Esiste una lettera speciale per i suffissi pronunciati come -ious e l'abbreviazione viz. (usata per indicare cioè e come segue).